# Heinz Hax
Heinrich-Georg Hax, detto Heinz (Berlino, 24 gennaio 1900 – Coblenza, 1º settembre 1969), è stato un tiratore a segno tedesco.

## Palmarès

### Olimpiadi
- 2 medaglie:
  - 2 argenti (Los Angeles 1932 nella pistola automatica 25 metri; Berlino 1936 nella pistola automatica 25 metri)